# Phaeomolis lineatus
Phaeomolis lineatus là một loài bướm đêm thuộc phân họ Arctiinae, họ Erebidae.